# Charles Grey
Charles Grey, 1. grof Grey, (okoli 23. oktobra 1729 – 14. novembra 1807) je bil general britanske vojske in guverner. Bil je ugleden vojak v generaciji izjemno sposobnega vojaškega osebja in je pomembno služil v sedemletni vojni (1756–1763), ameriški revolucionarni vojni in francoskih revolucionarnih vojnah.
Služil je v ameriški vojni za neodvisnost (1775–1783) in napredoval do poveljnika britanskih sil v Ameriki. Po bitki pri Paoliju v Pensilvaniji leta 1777 je postal znan kot "No-Flint Grey", ker naj bi svojim možem med nočnim približevanjem ukazal, naj odstranijo kremene iz svojih mušket in se borijo samo z bajoneti. Leta 1782 je postal generalpodpolkovnik in bil imenovan za vrhovnega poveljnika v Ameriki. Kasneje se je boril v francoskih revolucionarnih vojnah (1792–1802), kjer je zavzel Martinique kot pogajalsko sredstvo za izsiljevanje Amienskega miru, in bil imenovan za guvernerja Guernseyja.

## External links
- Britannica enciklopedija